# Tatra T18
Tatra T18 – czechosłowacka drezyna pancerna z okresu międzywojennego.

## Drezyny Tatra T18 w Wojsku Polskim
W roku 1926 Wojsko Polskie zakupiło sześć kompletnych drezyn Tatra T18 (nr fabr. 5545-5550), zamówiono też dziewięć dodatkowych podwozi z myślą opancerzeniu i uzbrojeniu ich w kraju. Zakupione drezyny miały pełnić rolę rozpoznawczą dla pociągów pancernych.
Po przeprowadzonych w styczniu 1927 roku testach w Dywizjonie Szkolnym w Jabłonnie okazało się, że zakup jest nieudany. Zakupione drezyny Tatra miały kardynalną wadę – silnik z samochodu Tatra 11 był za słaby. Pojazd przyspieszał dość wolno, a zakładane 45 km/h można było osiągnąć jedynie w płaskim terenie. Wymiana silnika była niemożliwa – podwozie drezyny było zaprojektowane dokładnie pod ten silnik. Ewentualnie zastosowanie innego silnika wymagałoby całkowitego przekonstruowania podwozia.
Jednakże posiadane dziewięć podwozi postanowiono wykorzystać i prace nad ich opancerzeniem i uzbrojeniem kontynuowano. Pojawił się jednak problem z blachami pancernymi o dostatecznych parametrach co ostatecznie spowodowało zaniechanie dalszych prac. Posiadane drezyny Tatra rozdysponowano pomiędzy dywizjony w Jabłonnie i Niepołomicach. W latach 30. XX wieku po wyprodukowaniu nowego rodzaju drezyn – prowadnic z czołgami Renault FT-17 i TKS, drezyny Tatra przesunięto do zapasu mobilizacyjnego.
We wrześniu 1939 roku cztery drezyny Tatra przydzielono do pociągu PP13, zaś pozostałe dwie do PP15. Prawdopodobnie kilka sztuk drezyn Tatra zdobyli Niemcy i być może przyjęto je na wyposażenie armii niemieckiej.

## Drezyny Tatra T18 w armii czechosłowackiej
30 grudnia 1926 roku armia czechosłowacka zakupiła jeden egzemplarz drezyny Tatra T18. Egzemplarz o numerze fabrycznym 7077 dostarczono latem 1927 roku. Następnie zakupioną drezynę, jako pojazd eksperymentalny przydzielono do kompanii pociągów pancernych, stacjonujących w centralnym ośrodku szkolenia oddziałów pancernych w Milovicach. W marcu 1939 roku drezynę tę, jak i inny sprzęt pancerny przejęli Niemcy i włączyli do uzbrojenia Wehrmachtu.

## Opis techniczny
Drezyna pancerna Tatra składała się z kilku zasadniczych zespołów: podwozia z silnikiem i układem transmisyjnym, pancernego nadwozia, uzbrojenia, instalacji elektrycznej oraz urządzeń dodatkowych.
Ramę podwozia wykonano ze stalowych ceowników, w niej umieszczono chłodzony powietrzem silnik, zblokowany z mechaniczną skrzynią przekładniową. Moc z silnika przekazywana była na osie obu zestawów kołowych. Rama spoczywała na zestawach kołowych za pomocą resorów śrubowych, co eliminowało część wstrząsów powstających podczas jazdy. Zestawy kołowe wyposażono w hamulce klockowe uruchamiane mechanicznie pedałem nożnym lub dźwignią ręczną. W sytuacji wystąpienia poślizgu kół na szynach otwierano piasecznice.
Na ramie zamocowano pancerne nadwozie chroniące załogę oraz mechanizmy drezyny przed ostrzałem z broni małokalibrowej. Wykonano je z blach stalowych o grubości do 8 mm. Poszczególne blach mocowano do ramy za pomocą nitów. Podłoga wykonana była z jednej płyty pancernej o grubości ok. 5 mm. Na górnej płycie kadłuba, na łożysku kulkowym umieszczona była wieża w kształcie walca, w której zamocowano dwa jarzma dla karabinów maszynowych. Dodatkowo w pokrywie wieży było specjalne jarzmo do strzelań przeciwlotniczych. Natomiast w bocznych ścianach wieży znajdowały się otwory obserwacyjne zamykane zasuwami.
W skład instalacji elektrycznej o napięciu znamionowym 6 V wchodził akumulator (o pojemności 100 Ah), prądnica Bosch, rozrusznik Bosch oraz lampy oświetlenia wewnętrznego i zewnętrznego. Drezynę można było połączyć z wagonem lub innym pojazdem tego typu za pomocą sprzęgu. Ponadto każdą drezynę wyposażono w specjalne urządzenie, które umożliwiało przerzucenie jej na inny tor.
Załoga drezyny składała się z trzech osób: dwóch kierowców (siedzących tyłem do siebie) oraz dowódcy pełniącego jednocześnie obowiązki strzelca. Ponadto w Wojsku Polskim przewidywano możliwość zwiększenia załogi do 5 osób.